# Olimpiai érmesek listája cselgáncsban
Ez a lap az olimpiai érmesek listája cselgáncsban 1964-től 2020-ig.

## Összesített éremtáblázat
(A táblázatokban Magyarország és a rendező nemzet sportolói eltérő háttérszínnel, az egyes számoszlopok legmagasabb értéke vagy értékei vastagítással kiemelve.)

| A nyári olimpiai játékok összesített éremtáblázata cselgáncsban | A nyári olimpiai játékok összesített éremtáblázata cselgáncsban | A nyári olimpiai játékok összesített éremtáblázata cselgáncsban | A nyári olimpiai játékok összesített éremtáblázata cselgáncsban | A nyári olimpiai játékok összesített éremtáblázata cselgáncsban | Olimpia  |
| --------------------------------------------------------------- | --------------------------------------------------------------- | --------------------------------------------------------------- | --------------------------------------------------------------- | --------------------------------------------------------------- | -------- |
|                                                                 | Ország                                                          | Arany                                                           | Ezüst                                                           | Bronz                                                           | Összesen |
| 1.                                                              | Japán (JPN)                                                     | 48                                                              | 21                                                              | 27                                                              | 96       |
| 2.                                                              | Franciaország (FRA)                                             | 16                                                              | 13                                                              | 28                                                              | 57       |
| 3.                                                              | Dél-Korea (KOR)                                                 | 11                                                              | 17                                                              | 18                                                              | 46       |
| 4.                                                              | Kína (CHN)                                                      | 8                                                               | 3                                                               | 11                                                              | 22       |
| 5.                                                              | Kuba (CUB)                                                      | 6                                                               | 15                                                              | 16                                                              | 37       |
| 6.                                                              | Szovjetunió (URS)                                               | 5                                                               | 5                                                               | 13                                                              | 23       |
| 7.                                                              | Oroszország (RUS)                                               | 5                                                               | 4                                                               | 7                                                               | 16       |
| 8.                                                              | Grúzia (GEO)                                                    | 4                                                               | 5                                                               | 3                                                               | 12       |
| 9.                                                              | Olaszország (ITA)                                               | 4                                                               | 4                                                               | 9                                                               | 17       |
| 10.                                                             | Brazília (BRA)                                                  | 4                                                               | 3                                                               | 17                                                              | 24       |
| 11.                                                             | Hollandia (NED)                                                 | 4                                                               | 2                                                               | 18                                                              | 24       |
| 12.                                                             | Németország (GER)                                               | 3                                                               | 3                                                               | 15                                                              | 21       |
| 13.                                                             | Lengyelország (POL)                                             | 3                                                               | 3                                                               | 2                                                               | 8        |
| 14.                                                             | Spanyolország (ESP)                                             | 3                                                               | 1                                                               | 2                                                               | 6        |
| 15.                                                             | Koszovó (KOS)                                                   | 3                                                               | 0                                                               | 0                                                               | 3        |
| 16.                                                             | Egyesült Államok (USA)                                          | 2                                                               | 4                                                               | 8                                                               | 14       |
| 17.                                                             | Ausztria (AUT)                                                  | 2                                                               | 3                                                               | 2                                                               | 7        |
| 18.                                                             | Észak-Korea (PRK)                                               | 2                                                               | 2                                                               | 4                                                               | 8        |
| 19.                                                             | Belgium (BEL)                                                   | 2                                                               | 1                                                               | 10                                                              | 13       |
| 20.                                                             | Szlovénia (SLO)                                                 | 2                                                               | 1                                                               | 3                                                               | 6        |
| 21.                                                             | Egyesített Csapat (EUN)                                         | 2                                                               | 0                                                               | 2                                                               | 4        |
| 22.                                                             | Csehország (CZE)                                                | 2                                                               | 0                                                               | 0                                                               | 2        |
| 23.                                                             | Mongólia (MGL)                                                  | 1                                                               | 4                                                               | 6                                                               | 11       |
| 24.                                                             | NSZK (FRG)                                                      | 1                                                               | 4                                                               | 3                                                               | 8        |
| 25.                                                             | Magyarország (HUN)                                              | 1                                                               | 3                                                               | 6                                                               | 10       |
| 26.                                                             | NDK (GDR)                                                       | 1                                                               | 2                                                               | 6                                                               | 9        |
| 27.                                                             | Románia (ROU)                                                   | 1                                                               | 2                                                               | 3                                                               | 6        |
| 28.                                                             | Azerbajdzsán (AZE)                                              | 1                                                               | 2                                                               | 2                                                               | 5        |
| 29.                                                             | Svájc (SUI)                                                     | 1                                                               | 1                                                               | 2                                                               | 4        |
| 30.                                                             | Argentína (ARG)                                                 | 1                                                               | 0                                                               | 1                                                               | 2        |
| 30.                                                             | Fehéroroszország (BLR)                                          | 1                                                               | 0                                                               | 1                                                               | 2        |
| 30.                                                             | Törökország (TUR)                                               | 1                                                               | 0                                                               | 1                                                               | 2        |
| 30.                                                             | Görögország (GRE)                                               | 1                                                               | 0                                                               | 1                                                               | 2        |
|                                                                 |                                                                 |                                                                 |                                                                 |                                                                 |          |
| 34.                                                             | Nagy-Britannia (GBR)                                            | 0                                                               | 8                                                               | 12                                                              | 20       |
| 35.                                                             | Kanada (CAN)                                                    | 0                                                               | 2                                                               | 5                                                               | 7        |
| 35.                                                             | Üzbegisztán (UZB)                                               | 0                                                               | 2                                                               | 5                                                               | 7        |
| 37.                                                             | Kazahsztán (KAZ)                                                | 0                                                               | 2                                                               | 2                                                               | 4        |
| 38.                                                             | Izrael (ISR)                                                    | 0                                                               | 1                                                               | 5                                                               | 6        |
| 39.                                                             | Ukrajna (UKR)                                                   | 0                                                               | 1                                                               | 3                                                               | 4        |
| 40.                                                             | Bulgária (BUL)                                                  | 0                                                               | 1                                                               | 2                                                               | 3        |
| 41.                                                             | Algéria (ALG)                                                   | 0                                                               | 1                                                               | 1                                                               | 2        |
| 41.                                                             | Kolumbia (COL)                                                  | 0                                                               | 1                                                               | 1                                                               | 2        |
| 41.                                                             | Egyesült Német Csapat (EUA)                                     | 0                                                               | 1                                                               | 1                                                               | 2        |
| 41.                                                             | Egyiptom (EGY)                                                  | 0                                                               | 1                                                               | 1                                                               | 2        |
| 45.                                                             | Szlovákia (SVK)                                                 | 0                                                               | 1                                                               | 0                                                               | 1        |
| 45.                                                             | Tajvan (TPE)                                                    | 0                                                               | 1                                                               | 0                                                               | 1        |
|                                                                 |                                                                 |                                                                 |                                                                 |                                                                 |          |
| 47.                                                             | Észtország (EST)                                                | 0                                                               | 0                                                               | 3                                                               | 3        |
| 47.                                                             | Kínai Köztársaság (ROC)                                         | 0                                                               | 0                                                               | 3                                                               | 3        |
| 47.                                                             | Portugália (POR)                                                | 0                                                               | 0                                                               | 3                                                               | 3        |
| 50.                                                             | Ausztrália (AUS)                                                | 0                                                               | 0                                                               | 2                                                               | 2        |
| 50.                                                             | Jugoszlávia (YUG)                                               | 0                                                               | 0                                                               | 2                                                               | 2        |
| 52.                                                             | Csehszlovákia (TCH)                                             | 0                                                               | 0                                                               | 1                                                               | 1        |
| 52.                                                             | Egyesült Arab Emírségek (UAE)                                   | 0                                                               | 0                                                               | 1                                                               | 1        |
| 52.                                                             | Izland (ISL)                                                    | 0                                                               | 0                                                               | 1                                                               | 1        |
| 52.                                                             | Kirgizisztán (KGZ)                                              | 0                                                               | 0                                                               | 1                                                               | 1        |
| 52.                                                             | Lettország (LAT)                                                | 0                                                               | 0                                                               | 1                                                               | 1        |
| 52.                                                             | Tádzsikisztán (TJK)                                             | 0                                                               | 0                                                               | 1                                                               | 1        |
|                                                                 |                                                                 |                                                                 |                                                                 |                                                                 |          |
| Összesen                                                        | Összesen                                                        | 152                                                             | 151                                                             | 304                                                             | 607      |

## Férfiak

### Légsúly
- 60 kg

| Olimpia                | Arany                                    | Ezüst                                        | Bronz                                  |
| 1980, Moszkva          | Thierry Rey · Franciaország (FRA)        | José Rodríguez · Kuba (CUB)                  | Kincses Tibor · Magyarország (HUN)     |
| 1980, Moszkva          | Thierry Rey · Franciaország (FRA)        | José Rodríguez · Kuba (CUB)                  | Arambij Jemizs · Szovjetunió (URS)     |
| 1984, Los Angeles      | Hoszokava Sindzsi · Japán (JPN)          | Kim Dzsae-Jup · Dél-Korea (KOR)              | Neil Eckersley · Nagy-Britannia (GBR)  |
| 1984, Los Angeles      | Hoszokava Sindzsi · Japán (JPN)          | Kim Dzsae-Jup · Dél-Korea (KOR)              | Edward Liddie · Egyesült Államok (USA) |
| 1988, Szöul            | Kim Dzsejop · Dél-Korea (KOR)            | Kevin Asano · Egyesült Államok (USA)         | Hoszokava Sindzsi · Japán (JPN)        |
| 1988, Szöul            | Kim Dzsejop · Dél-Korea (KOR)            | Kevin Asano · Egyesült Államok (USA)         | Amiran Totikasvili · Szovjetunió (URS) |
| 1992, Barcelona        | Nazim Hüseynov · Egyesített Csapat (EUN) | Jun Hjun · Dél-Korea (KOR)                   | Richard Trautmann · Németország (GER)  |
| 1992, Barcelona        | Nazim Hüseynov · Egyesített Csapat (EUN) | Jun Hjun · Dél-Korea (KOR)                   | Kosino Tadanori · Japán (JPN)          |
| 1996, Atlanta          | Nomura Tadahiro · Japán (JPN)            | Girolamo Giovinazzo · Olaszország (ITA)      | Dorjpalam Narmandakh · Mongólia (MGL)  |
| 1996, Atlanta          | Nomura Tadahiro · Japán (JPN)            | Girolamo Giovinazzo · Olaszország (ITA)      | Richard Trautmann · Németország (GER)  |
| 2000, Sydney           | Nomura Tadahiro · Japán (JPN)            | Csong Szokkjong · Dél-Korea (KOR)            | Manolo Poulot · Kuba (CUB)             |
| 2000, Sydney           | Nomura Tadahiro · Japán (JPN)            | Csong Szokkjong · Dél-Korea (KOR)            | Ajdin Szmagulov · Kirgizisztán (KGZ)   |
| 2004, Athén            | Nomura Tadahiro · Japán (JPN)            | Nesztor Hergiani · Grúzia (GEO)              | Hasbátarín Cagánbátar · Mongólia (MGL) |
| 2004, Athén            | Nomura Tadahiro · Japán (JPN)            | Nesztor Hergiani · Grúzia (GEO)              | Cshö Minho · Dél-Korea (KOR)           |
| 2008, Peking részletek | Cshö Minho · Dél-Korea (KOR)             | Ludwig Paischer · Ausztria (AUT)             | Rishod Sobirov · Üzbegisztán (UZB)     |
| 2008, Peking részletek | Cshö Minho · Dél-Korea (KOR)             | Ludwig Paischer · Ausztria (AUT)             | Ruben Houkes · Hollandia (NED)         |
| 2012, London részletek | Arszen Galsztyan · Oroszország (RUS)     | Hiraoka Hiroaki · Japán (JPN)                | Felipe Kitadai · Brazília (BRA)        |
| 2012, London részletek | Arszen Galsztyan · Oroszország (RUS)     | Hiraoka Hiroaki · Japán (JPN)                | Rishod Sobirov · Üzbegisztán (UZB)     |
| 2016, Rio részletek    | Beszlan Mudranov · Oroszország (RUS)     | Jeldosz Szmetov · Kazahsztán (KAZ)           | Takató Naohisza · Japán (JPN)          |
| 2016, Rio részletek    | Beszlan Mudranov · Oroszország (RUS)     | Jeldosz Szmetov · Kazahsztán (KAZ)           | Diyorbek Urozboev · Üzbegisztán (UZB)  |
| 2020, Tokió részletek  | Takató Naohisza · Japán (JPN)            | Jang Jung-vej (Yang Yung-wei) · Tajvan (TPE) | Jeldosz Szmetov · Kazahsztán (KAZ)     |
| 2020, Tokió részletek  | Takató Naohisza · Japán (JPN)            | Jang Jung-vej (Yang Yung-wei) · Tajvan (TPE) | Luka Mkheidze · Franciaország (FRA)    |

### Harmatsúly
- 65 kg (1980–1992)
- 66 kg (1996–)

| Olimpia                | Arany                                   | Ezüst                                   | Bronz                                   |
| 1980, Moszkva          | Nyikolaj Szoloduhin · Szovjetunió (URS) | Csendijing Damdin · Mongólia (MGL)      | Ilijan Nedkov · Bulgária (BUL)          |
| 1980, Moszkva          | Nyikolaj Szoloduhin · Szovjetunió (URS) | Csendijing Damdin · Mongólia (MGL)      | Janusz Pawłowski · Lengyelország (POL)  |
| 1984, Los Angeles      | Macuoka Josijuki · Japán (JPN)          | Hvang Jung-O · Dél-Korea (KOR)          | Marc Alexandre · Franciaország (FRA)    |
| 1984, Los Angeles      | Macuoka Josijuki · Japán (JPN)          | Hvang Jung-O · Dél-Korea (KOR)          | Josef Reiter · Ausztria (AUT)           |
| 1988, Szöul            | Ri Kjung-Keun · Dél-Korea (KOR)         | Janusz Pawłowski · Lengyelország (POL)  | Bruno Carabetta · Franciaország (FRA)   |
| 1988, Szöul            | Ri Kjung-Keun · Dél-Korea (KOR)         | Janusz Pawłowski · Lengyelország (POL)  | Jamamoto Jószuke · Japán (JPN)          |
| 1992, Barcelona        | Rogério Cardoso · Brazília (BRA)        | Csák József · Magyarország (HUN)        | Israel Hernández · Kuba (CUB)           |
| 1992, Barcelona        | Rogério Cardoso · Brazília (BRA)        | Csák József · Magyarország (HUN)        | Udo Quellmalz · Németország (GER)       |
| 1996, Atlanta          | Udo Quellmalz · Németország (GER)       | Nakamura Jukimasza · Japán (JPN)        | Henrique Guimarães · Brazília (BRA)     |
| 1996, Atlanta          | Udo Quellmalz · Németország (GER)       | Nakamura Jukimasza · Japán (JPN)        | Israel Hernández · Kuba (CUB)           |
| 2000, Sydney           | Hüseyin Özkan · Törökország (TUR)       | Larbi Benboudaoud · Franciaország (FRA) | Girolamo Giovinazzo · Olaszország (ITA) |
| 2000, Sydney           | Hüseyin Özkan · Törökország (TUR)       | Larbi Benboudaoud · Franciaország (FRA) | Giorgi Vazagasvili · Grúzia (GEO)       |
| 2004, Athén            | Ucsisiba Maszato · Japán (JPN)          | Jozef Krnáč · Szlovákia (SVK)           | Yordanis Arencibia · Kuba (CUB)         |
| 2004, Athén            | Ucsisiba Maszato · Japán (JPN)          | Jozef Krnáč · Szlovákia (SVK)           | Georgi Georgiev · Bulgária (BUL)        |
| 2008, Peking részletek | Ucsisiba Maszato · Japán (JPN)          | Benjamin Darbelet · Franciaország (FRA) | Yordanis Arencibia · Kuba (CUB)         |
| 2008, Peking részletek | Ucsisiba Maszato · Japán (JPN)          | Benjamin Darbelet · Franciaország (FRA) | Pak Csholmin · Észak-Korea (PRK)        |
| 2012, London részletek | Lasha Shavdatuashvili · Grúzia (GEO)    | Ungvári Miklós · Magyarország (HUN)     | Ebinuma Maszasi · Japán (JPN)           |
| 2012, London részletek | Lasha Shavdatuashvili · Grúzia (GEO)    | Ungvári Miklós · Magyarország (HUN)     | Cso Dzsunho · Dél-Korea (KOR)           |
| 2016, Rio részletek    | Fabio Basile · Olaszország (ITA)        | An Baul · Dél-Korea (KOR)               | Rishod Sobirov · Üzbegisztán (UZB)      |
| 2016, Rio részletek    | Fabio Basile · Olaszország (ITA)        | An Baul · Dél-Korea (KOR)               | Ebinuma Maszasi · Japán (JPN)           |
| 2020, Tokió részletek  | Abe Hifumi · Japán (JPN)                | Vazha Margvelashvili · Grúzia (GEO)     | An Baul · Dél-Korea (KOR)               |
| 2020, Tokió részletek  | Abe Hifumi · Japán (JPN)                | Vazha Margvelashvili · Grúzia (GEO)     | Daniel Cargnin · Brazília (BRA)         |

### Könnyűsúly
- 68 kg (1964)
- 63 kg (1972–1976)
- 71 kg (1980–1992)
- 73 kg (1996–)

| Olimpia                | Arany                                  | Ezüst                                | Bronz                                        |
| 1964, Tokió            | Nakatani Takehide · Japán (JPN)        | Eric Hänni · Svájc (SUI)             | Ārons Boguļubovs · Szovjetunió (URS)         |
| 1964, Tokió            | Nakatani Takehide · Japán (JPN)        | Eric Hänni · Svájc (SUI)             | Oleg Sztyepanov · Szovjetunió (URS)          |
| 1968 Mexikóváros       | Nem szerepelt az olimpiai programban   | Nem szerepelt az olimpiai programban | Nem szerepelt az olimpiai programban         |
| 1972, München          | Kavagucsi Takao · Japán (JPN)          | Nem adták ki                         | Kim Jong-Ik · Észak-Korea (PRK)              |
| 1972, München          | Kavagucsi Takao · Japán (JPN)          | Nem adták ki                         | Jean-Jacques Mounier · Franciaország (FRA)   |
| 1976, Montréal         | Héctor Rodríguez · Kuba (CUB)          | Csang Eunk-Kjung · Dél-Korea (KOR)   | Felice Mariani · Olaszország (ITA)           |
| 1976, Montréal         | Héctor Rodríguez · Kuba (CUB)          | Csang Eunk-Kjung · Dél-Korea (KOR)   | Tuncsik József · Magyarország (HUN)          |
| 1980, Moszkva          | Ezio Gamba · Olaszország (ITA)         | Neil Adams · Nagy-Britannia (GBR)    | Ravdangijin Davaadalaj · Mongólia (MGL)      |
| 1980, Moszkva          | Ezio Gamba · Olaszország (ITA)         | Neil Adams · Nagy-Britannia (GBR)    | Karl-Heinz Lehmann · NDK (GDR)               |
| 1984, Los Angeles      | An Bjonggun · Dél-Korea (KOR)          | Ezio Gamba · Olaszország (ITA)       | Kerrith Brown · Nagy-Britannia (GBR)         |
| 1984, Los Angeles      | An Bjonggun · Dél-Korea (KOR)          | Ezio Gamba · Olaszország (ITA)       | Luis Onmura · Brazília (BRA)                 |
| 1988, Szöul            | Marc Alexandre · Franciaország (FRA)   | Sven Loll · NDK (GDR)                | Mike Swain · Egyesült Államok (USA)          |
| 1988, Szöul            | Marc Alexandre · Franciaország (FRA)   | Sven Loll · NDK (GDR)                | Georgij Tenadze · Szovjetunió (URS)          |
| 1992, Barcelona        | Koga Tosihiko · Japán (JPN)            | Hajtós Bertalan · Magyarország (HUN) | Hun Csung · Dél-Korea (KOR)                  |
| 1992, Barcelona        | Koga Tosihiko · Japán (JPN)            | Hajtós Bertalan · Magyarország (HUN) | Oren Smadga · Izrael (ISR)                   |
| 1996, Atlanta          | Nakamura Kenzó · Japán (JPN)           | Kvak Teszong · Dél-Korea (KOR)       | Christophe Gagliano · Franciaország (FRA)    |
| 1996, Atlanta          | Nakamura Kenzó · Japán (JPN)           | Kvak Teszong · Dél-Korea (KOR)       | Jimmy Pedro · Egyesült Államok (USA)         |
| 2000, Sydney           | Giuseppe Maddaloni · Olaszország (ITA) | Tiago Camilo · Brazília (BRA)        | Anatol Larukov · Fehéroroszország (BLR)      |
| 2000, Sydney           | Giuseppe Maddaloni · Olaszország (ITA) | Tiago Camilo · Brazília (BRA)        | Vselovods Zeļonijs · Lettország (LAT)        |
| 2004, Athén            | I Vonhi · Dél-Korea (KOR)              | Vitalij Makarov · Oroszország (RUS)  | Leandro Guilheiro · Brazília (BRA)           |
| 2004, Athén            | I Vonhi · Dél-Korea (KOR)              | Vitalij Makarov · Oroszország (RUS)  | Jimmy Pedro · Egyesült Államok (USA)         |
| 2008, Peking részletek | Elnur Məmmədli · Azerbajdzsán (AZE)    | Vang Gicshun · Dél-Korea (KOR)       | Raszul Bokijev · Tádzsikisztán (TJK)         |
| 2008, Peking részletek | Elnur Məmmədli · Azerbajdzsán (AZE)    | Vang Gicshun · Dél-Korea (KOR)       | Leandro Guilheiro · Brazília (BRA)           |
| 2012, London részletek | Manszur Iszajev · Oroszország (RUS)    | Nakaja Riki · Japán (JPN)            | Szajndzsargalin Njam-Ocsir · Mongólia (MGL)  |
| 2012, London részletek | Manszur Iszajev · Oroszország (RUS)    | Nakaja Riki · Japán (JPN)            | Ugo Legrand · Franciaország (FRA)            |
| 2016, Rio részletek    | Óno Sóhei · Japán (JPN)                | Rüstəm Orucov · Azerbajdzsán (AZE)   | Lasha Shavdatuashvili · Grúzia (GEO)         |
| 2016, Rio részletek    | Óno Sóhei · Japán (JPN)                | Rüstəm Orucov · Azerbajdzsán (AZE)   | Dirk Van Tichelt · Belgium (BEL)             |
| 2020, Tokió részletek  | Óno Sóhei · Japán (JPN)                | Lasha Shavdatuashvili · Grúzia (GEO) | An Cshangnim (An Changrim) · Dél-Korea (KOR) |
| 2020, Tokió részletek  | Óno Sóhei · Japán (JPN)                | Lasha Shavdatuashvili · Grúzia (GEO) | Tsend-Ochiryn Tsogtbaatar · Mongólia (MGL)   |

### Váltósúly
- 70 kg (1972–1976)
- 78 kg (1980–1992)
- 81 kg (1996–)

| Olimpia                | Arany                                   | Ezüst                                   | Bronz                                       |
| 1972, München          | Nomura Tojokazu · Japán (JPN)           | Antoni Zajkowski · Lengyelország (POL)  | Dietmar Hötger · NDK (GDR)                  |
| 1972, München          | Nomura Tojokazu · Japán (JPN)           | Antoni Zajkowski · Lengyelország (POL)  | Anatolij Novikov · Szovjetunió (URS)        |
| 1976, Montréal         | Vlagyimir Nyevzorov · Szovjetunió (URS) | Kuramoto Kódzsi · Japán (JPN)           | Marian Tałaj · Lengyelország (POL)          |
| 1976, Montréal         | Vlagyimir Nyevzorov · Szovjetunió (URS) | Kuramoto Kódzsi · Japán (JPN)           | Patrick Vial · Franciaország (FRA)          |
| 1980, Moszkva          | Sota Habareli · Szovjetunió (URS)       | Juan Ferrer · Kuba (CUB)                | Harald Heinke · NDK (GDR)                   |
| 1980, Moszkva          | Sota Habareli · Szovjetunió (URS)       | Juan Ferrer · Kuba (CUB)                | Bernard Tchoullyan · Franciaország (FRA)    |
| 1984, Los Angeles      | Frank Wieneke · NSZK (FRG)              | Neil Adams · Nagy-Britannia (GBR)       | Mircea Frăţică · Románia (ROU)              |
| 1984, Los Angeles      | Frank Wieneke · NSZK (FRG)              | Neil Adams · Nagy-Britannia (GBR)       | Michel Nowak · Franciaország (FRA)          |
| 1988, Szöul            | Waldemar Legień · Lengyelország (POL)   | Frank Wieneke · NSZK (FRG)              | Torsten Bréchôt · NDK (GDR)                 |
| 1988, Szöul            | Waldemar Legień · Lengyelország (POL)   | Frank Wieneke · NSZK (FRG)              | Basir Varajev · Szovjetunió (URS)           |
| 1992, Barcelona        | Josida Hidehiko · Japán (JPN)           | Jason Morris · Egyesült Államok (USA)   | Kim Bjung-Ju · Dél-Korea (KOR)              |
| 1992, Barcelona        | Josida Hidehiko · Japán (JPN)           | Jason Morris · Egyesült Államok (USA)   | Bertrand Damaisin · Franciaország (FRA)     |
| 1996, Atlanta          | Djamel Bouras · Franciaország (FRA)     | Koga Tosihiko · Japán (JPN)             | Cso Incshol · Dél-Korea (KOR)               |
| 1996, Atlanta          | Djamel Bouras · Franciaország (FRA)     | Koga Tosihiko · Japán (JPN)             | Szoszo Liparteliani · Grúzia (GEO)          |
| 2000, Sydney           | Takimoto Makoto · Japán (JPN)           | Cso Incshol · Dél-Korea (KOR)           | Aleksei Budõlin · Észtország (EST)          |
| 2000, Sydney           | Takimoto Makoto · Japán (JPN)           | Cso Incshol · Dél-Korea (KOR)           | Nuno Delgado · Portugália (POR)             |
| 2004, Athén            | Ilíasz Iliádisz · Görögország (GRE)     | Roman Hontyuk · Ukrajna (UKR)           | Flávio Canto · Brazília (BRA)               |
| 2004, Athén            | Ilíasz Iliádisz · Görögország (GRE)     | Roman Hontyuk · Ukrajna (UKR)           | Dmitrij Noszov · Oroszország (RUS)          |
| 2008, Peking részletek | Ole Bischof · Németország (GER)         | Kim Dzsebom · Dél-Korea (KOR)           | Tiago Camilo · Brazília (BRA)               |
| 2008, Peking részletek | Ole Bischof · Németország (GER)         | Kim Dzsebom · Dél-Korea (KOR)           | Roman Hontyuk · Ukrajna (UKR)               |
| 2012, London részletek | Kim Dzsebom · Dél-Korea (KOR)           | Ole Bischof · Németország (GER)         | Ivan Nyifontov · Oroszország (RUS)          |
| 2012, London részletek | Kim Dzsebom · Dél-Korea (KOR)           | Ole Bischof · Németország (GER)         | Antoine Valois-Fortier · Kanada (CAN)       |
| 2016, Rio részletek    | Haszan Halmurzajev · Oroszország (RUS)  | Travis Stevens · Egyesült Államok (USA) | Sergiu Toma · Egyesült Arab Emírségek (UAE) |
| 2016, Rio részletek    | Haszan Halmurzajev · Oroszország (RUS)  | Travis Stevens · Egyesült Államok (USA) | Nagasze Takanori · Japán (JPN)              |
| 2020, Tokió részletek  | Nagasze Takanori · Japán (JPN)          | Saeid Mollaei · Mongólia (MGL)          | Shamil Borchashvili · Ausztria (AUT)        |
| 2020, Tokió részletek  | Nagasze Takanori · Japán (JPN)          | Saeid Mollaei · Mongólia (MGL)          | Matthias Casse · Belgium (BEL)              |

### Középsúly
- 80 kg (1964–1976)
- 86 kg (1980–1992)
- 90 kg (1996–)

| Olimpia                | Arany                                 | Ezüst                                          | Bronz                                          |
| 1964, Tokió            | Okano Iszao · Japán (JPN)             | Wolfgang Hofmann · Egyesült Német Csapat (EUA) | James Bregman · Egyesült Államok (USA)         |
| 1964, Tokió            | Okano Iszao · Japán (JPN)             | Wolfgang Hofmann · Egyesült Német Csapat (EUA) | Kim Eui-Tae · Dél-Korea (KOR)                  |
| 1968 Mexikóváros       | Nem szerepelt az olimpiai programban  | Nem szerepelt az olimpiai programban           | Nem szerepelt az olimpiai programban           |
| 1972, München          | Szekine Sinobu · Japán (JPN)          | O Szeung-Lip · Dél-Korea (KOR)                 | Jean-Paul Coche · Franciaország (FRA)          |
| 1972, München          | Szekine Sinobu · Japán (JPN)          | O Szeung-Lip · Dél-Korea (KOR)                 | Brian Jacks · Nagy-Britannia (GBR)             |
| 1976, Montréal         | Szonoda Iszamu · Japán (JPN)          | Valerij Dvojnyikov · Szovjetunió (URS)         | Slavko Obadov · Jugoszlávia (YUG)              |
| 1976, Montréal         | Szonoda Iszamu · Japán (JPN)          | Valerij Dvojnyikov · Szovjetunió (URS)         | Pak Joung-Csul · Dél-Korea (KOR)               |
| 1980, Moszkva          | Jürg Röthlisberger · Svájc (SUI)      | Isaac Azcuy · Kuba (CUB)                       | Aleksandrs Jackēvičs · Szovjetunió (URS)       |
| 1980, Moszkva          | Jürg Röthlisberger · Svájc (SUI)      | Isaac Azcuy · Kuba (CUB)                       | Detlef Ultsch · NDK (GDR)                      |
| 1984, Los Angeles      | Peter Seisenbacher · Ausztria (AUT)   | Robert Berland · Egyesült Államok (USA)        | Walter Carmona · Brazília (BRA)                |
| 1984, Los Angeles      | Peter Seisenbacher · Ausztria (AUT)   | Robert Berland · Egyesült Államok (USA)        | Nosze Szeiki · Japán (JPN)                     |
| 1988, Szöul            | Peter Seisenbacher · Ausztria (AUT)   | Vlagyimir Sesztakov · Szovjetunió (URS)        | Ószako Akinobu · Japán (JPN)                   |
| 1988, Szöul            | Peter Seisenbacher · Ausztria (AUT)   | Vlagyimir Sesztakov · Szovjetunió (URS)        | Ben Spijkers · Hollandia (NED)                 |
| 1992, Barcelona        | Waldemar Legień · Lengyelország (POL) | Pascal Tayot · Franciaország (FRA)             | Nicolas Gill · Kanada (CAN)                    |
| 1992, Barcelona        | Waldemar Legień · Lengyelország (POL) | Pascal Tayot · Franciaország (FRA)             | Okada Hirotaka · Japán (JPN)                   |
| 1996, Atlanta          | Cson Gijong · Dél-Korea (KOR)         | Armen Bagdasarov · Üzbegisztán (UZB)           | Mark Huizinga · Hollandia (NED)                |
| 1996, Atlanta          | Cson Gijong · Dél-Korea (KOR)         | Armen Bagdasarov · Üzbegisztán (UZB)           | Marko Spittka · Németország (GER)              |
| 2000, Sydney           | Mark Huizinga · Hollandia (NED)       | Carlos Honorato · Brazília (BRA)               | Frédéric Demontfaucon · Franciaország (FRA)    |
| 2000, Sydney           | Mark Huizinga · Hollandia (NED)       | Carlos Honorato · Brazília (BRA)               | Ruszlan Masurenko · Ukrajna (UKR)              |
| 2004, Athén            | Zurab Zviadauri · Grúzia (GEO)        | Izumi Hirosi · Japán (JPN)                     | Mark Huizinga · Hollandia (NED)                |
| 2004, Athén            | Zurab Zviadauri · Grúzia (GEO)        | Izumi Hirosi · Japán (JPN)                     | Haszanbi Taov · Oroszország (RUS)              |
| 2008, Peking részletek | Irakli Cirekidze · Grúzia (GEO)       | Ammár Benihlef · Algéria (ALG)                 | Hesám Miszbáh · Egyiptom (EGY)                 |
| 2008, Peking részletek | Irakli Cirekidze · Grúzia (GEO)       | Ammár Benihlef · Algéria (ALG)                 | Sergei Aschwanden · Svájc (SUI)                |
| 2012, London részletek | Szong Denam · Dél-Korea (KOR)         | Asley Gonzalez · Kuba (CUB)                    | Ilíasz Iliádisz · Görögország (GRE)            |
| 2012, London részletek | Szong Denam · Dél-Korea (KOR)         | Asley Gonzalez · Kuba (CUB)                    | Nisijama Maszasi · Japán (JPN)                 |
| 2016, Rio részletek    | Baker Masú · Japán (JPN)              | Varlam Lip'art'eliani · Grúzia (GEO)           | Kvak Tonghan (Gwak Dong-han) · Dél-Korea (KOR) |
| 2016, Rio részletek    | Baker Masú · Japán (JPN)              | Varlam Lip'art'eliani · Grúzia (GEO)           | Cseng Hszün-csao (Cheng Xunzhao) · Kína (CHN)  |
| 2020, Tokió részletek  | Lasha Bekauri · Grúzia (GEO)          | Eduard Trippel · Németország (GER)             | Davlat Bobonov · Üzbegisztán (UZB)             |
| 2020, Tokió részletek  | Lasha Bekauri · Grúzia (GEO)          | Eduard Trippel · Németország (GER)             | Tóth Krisztián · Magyarország (HUN)            |

### Félnehézsúly
- 93 kg (1972–1976)
- 95 kg (1980–1992)
- 100 kg (1996–)

| Olimpia                | Arany                                  | Ezüst                                    | Bronz                                                          |
| 1972, München          | Sota Csocsisvili · Szovjetunió (URS)   | David Starbrook · Nagy-Britannia (GBR)   | Paul Barth · NSZK (FRG)                                        |
| 1972, München          | Sota Csocsisvili · Szovjetunió (URS)   | David Starbrook · Nagy-Britannia (GBR)   | Chiaki Ishii · Brazília (BRA)                                  |
| 1976, Montréal         | Ninomija Kazuhiro · Japán (JPN)        | Ramaz Harsiladze · Szovjetunió (URS)     | Jürg Röthlisberger · Svájc (SUI)                               |
| 1976, Montréal         | Ninomija Kazuhiro · Japán (JPN)        | Ramaz Harsiladze · Szovjetunió (URS)     | David Starbrook · Nagy-Britannia (GBR)                         |
| 1980, Moszkva          | Robert Van de Walle · Belgium (BEL)    | Tengiz Hubuluri · Szovjetunió (URS)      | Dietmar Lorenz · NDK (GDR)                                     |
| 1980, Moszkva          | Robert Van de Walle · Belgium (BEL)    | Tengiz Hubuluri · Szovjetunió (URS)      | Henk Numan · Hollandia (NED)                                   |
| 1984, Los Angeles      | Ha Hjung-Zu · Dél-Korea (KOR)          | Douglas Vieria · Brazília (BRA)          | Bjarni Friðriksson · Izland (ISL)                              |
| 1984, Los Angeles      | Ha Hjung-Zu · Dél-Korea (KOR)          | Douglas Vieria · Brazília (BRA)          | Günter Neureuther · NSZK (FRG)                                 |
| 1988, Szöul            | Aurélio Miguel · Brazília (BRA)        | Marc Meiling · NSZK (FRG)                | Dennis Stewart · Nagy-Britannia (GBR)                          |
| 1988, Szöul            | Aurélio Miguel · Brazília (BRA)        | Marc Meiling · NSZK (FRG)                | Robert Van de Walle · Belgium (BEL)                            |
| 1992, Barcelona        | Kovács Antal · Magyarország (HUN)      | Raymond Stevens · Nagy-Britannia (GBR)   | Theo Meijer · Hollandia (NED)                                  |
| 1992, Barcelona        | Kovács Antal · Magyarország (HUN)      | Raymond Stevens · Nagy-Britannia (GBR)   | Dmitrij Szergejev · Egyesített Csapat (EUN)                    |
| 1996, Atlanta          | Paweł Nastula · Lengyelország (POL)    | Kim Minszu · Dél-Korea (KOR)             | Aurélio Miguel · Brazília (BRA)                                |
| 1996, Atlanta          | Paweł Nastula · Lengyelország (POL)    | Kim Minszu · Dél-Korea (KOR)             | Stéphane Traineau · Franciaország (FRA)                        |
| 2000, Sydney           | Inoue Kószei · Japán (JPN)             | Nicolas Gill · Kanada (CAN)              | Jurij Sztyopkin · Oroszország (RUS)                            |
| 2000, Sydney           | Inoue Kószei · Japán (JPN)             | Nicolas Gill · Kanada (CAN)              | Stéphane Traineau · Franciaország (FRA)                        |
| 2004, Athén            | Ihar Makarav · Fehéroroszország (BLR)  | Csang Szongho · Dél-Korea (KOR)          | Michael Jurack · Németország (GER)                             |
| 2004, Athén            | Ihar Makarav · Fehéroroszország (BLR)  | Csang Szongho · Dél-Korea (KOR)          | Arik Zeevi · Izrael (ISR)                                      |
| 2008, Peking részletek | Najdangín Tüvsinbajar · Mongólia (MGL) | Aszhat Zsitkejev · Kazahsztán (KAZ)      | Mövlud Mirəliyev · Azerbajdzsán (AZE)                          |
| 2008, Peking részletek | Najdangín Tüvsinbajar · Mongólia (MGL) | Aszhat Zsitkejev · Kazahsztán (KAZ)      | Henk Grol · Hollandia (NED)                                    |
| 2012, London részletek | Tagir Hajbulajev · Oroszország (RUS)   | Najdangín Tüvsinbajar · Mongólia (MGL)   | Dimitri Peters · Németország (GER)                             |
| 2012, London részletek | Tagir Hajbulajev · Oroszország (RUS)   | Najdangín Tüvsinbajar · Mongólia (MGL)   | Henk Grol · Hollandia (NED)                                    |
| 2016, Rio részletek    | Lukáš Krpálek · Csehország (CZE)       | Elmar Qasımov · Azerbajdzsán (AZE)       | Cyrille Maret · Franciaország (FRA)                            |
| 2016, Rio részletek    | Lukáš Krpálek · Csehország (CZE)       | Elmar Qasımov · Azerbajdzsán (AZE)       | Haga Rjúnoszuke · Japán (JPN)                                  |
| 2020, Tokió részletek  | Aaron Wolf · Japán (JPN)               | Cso Guham (Cho Gu-ham) · Dél-Korea (KOR) | Jorge Fonseca · Portugália (POR)                               |
| 2020, Tokió részletek  | Aaron Wolf · Japán (JPN)               | Cso Guham (Cho Gu-ham) · Dél-Korea (KOR) | Nyijaz Iljaszov · Az Orosz Olimpiai Bizottság versenyzői (ROC) |

### Nehézsúly
- plusz 80 kg (1964)
- plusz 93 kg (1972–1976)
- plusz 95 kg (1980–1992)
- plusz 100 kg (1996–)

| Olimpia                | Arany                                        | Ezüst                                   | Bronz                                                           |
| 1964, Tokió            | Inokuma Iszao · Japán (JPN)                  | Doug Rogers · Kanada (CAN)              | Parnaoz Csikviladze · Szovjetunió (URS)                         |
| 1964, Tokió            | Inokuma Iszao · Japán (JPN)                  | Doug Rogers · Kanada (CAN)              | Anzor Kiknadze · Szovjetunió (URS)                              |
| 1968 Mexikóváros       | Nem szerepelt az olimpiai programban         | Nem szerepelt az olimpiai programban    | Nem szerepelt az olimpiai programban                            |
| 1972, München          | Wim Ruska · Hollandia (NED)                  | Klaus Glahn · NSZK (FRG)                | Nisimura Motoki · Japán (JPN)                                   |
| 1972, München          | Wim Ruska · Hollandia (NED)                  | Klaus Glahn · NSZK (FRG)                | Givi Onasvili · Szovjetunió (URS)                               |
| 1976, Montréal         | Szerhij Novikov · Szovjetunió (URS)          | Günther Neureuther · NSZK (FRG)         | Allen Coage · Egyesült Államok (USA)                            |
| 1976, Montréal         | Szerhij Novikov · Szovjetunió (URS)          | Günther Neureuther · NSZK (FRG)         | Endó Szumio · Japán (JPN)                                       |
| 1980, Moszkva          | Angelo Parisi · Franciaország (FRA)          | Dimitar Zaprjanov · Bulgária (BUL)      | Radomir Kovačević · Jugoszlávia (YUG)                           |
| 1980, Moszkva          | Angelo Parisi · Franciaország (FRA)          | Dimitar Zaprjanov · Bulgária (BUL)      | Vladimír Kocman · Csehszlovákia (TCH)                           |
| 1984, Los Angeles      | Szaitó Hitosi · Japán (JPN)                  | Angelo Parisi · Franciaország (FRA)     | Mark Berger · Kanada (CAN)                                      |
| 1984, Los Angeles      | Szaitó Hitosi · Japán (JPN)                  | Angelo Parisi · Franciaország (FRA)     | Cso Jong-Csul · Dél-Korea (KOR)                                 |
| 1988, Szöul            | Szaitó Hitosi · Japán (JPN)                  | Henry Stöhr · NDK (GDR)                 | Cso Jong-Csul · Dél-Korea (KOR)                                 |
| 1988, Szöul            | Szaitó Hitosi · Japán (JPN)                  | Henry Stöhr · NDK (GDR)                 | Grigorij Vericsev · Szovjetunió (URS)                           |
| 1992, Barcelona        | David Hahalejsvili · Egyesített Csapat (EUN) | Ogava Naoja · Japán (JPN)               | David Douillet · Franciaország (FRA)                            |
| 1992, Barcelona        | David Hahalejsvili · Egyesített Csapat (EUN) | Ogava Naoja · Japán (JPN)               | Csősz Imre · Magyarország (HUN)                                 |
| 1996, Atlanta          | David Douillet · Franciaország (FRA)         | Ernesto Pérez · Spanyolország (ESP)     | Frank Möller · Németország (GER)                                |
| 1996, Atlanta          | David Douillet · Franciaország (FRA)         | Ernesto Pérez · Spanyolország (ESP)     | Harry Van Barneveld · Belgium (BEL)                             |
| 2000, Sydney           | David Douillet · Franciaország (FRA)         | Sinohara Sinicsi · Japán (JPN)          | Indrek Pertelson · Észtország (EST)                             |
| 2000, Sydney           | David Douillet · Franciaország (FRA)         | Sinohara Sinicsi · Japán (JPN)          | Tamerlan Tmenov · Oroszország (RUS)                             |
| 2004, Athén            | Szuzuki Keidzsi · Japán (JPN)                | Tamerlan Tmenov · Oroszország (RUS)     | Dennis van der Geest · Hollandia (NED)                          |
| 2004, Athén            | Szuzuki Keidzsi · Japán (JPN)                | Tamerlan Tmenov · Oroszország (RUS)     | Indrek Pertelson · Észtország (EST)                             |
| 2008, Peking részletek | Isii Szatosi · Japán (JPN)                   | Abdullo Tangriyev · Üzbegisztán (UZB)   | Oscar Braison · Kuba (CUB)                                      |
| 2008, Peking részletek | Isii Szatosi · Japán (JPN)                   | Abdullo Tangriyev · Üzbegisztán (UZB)   | Teddy Riner · Franciaország (FRA)                               |
| 2012, London részletek | Teddy Riner · Franciaország (FRA)            | Alekszandr Mihajlin · Oroszország (RUS) | Rafael Silva · Brazília (BRA)                                   |
| 2012, London részletek | Teddy Riner · Franciaország (FRA)            | Alekszandr Mihajlin · Oroszország (RUS) | Andreas Tölzer · Németország (GER)                              |
| 2016, Rio részletek    | Teddy Riner · Franciaország (FRA)            | Haraszava Hiszajosi · Japán (JPN)       | Rafael Silva · Brazília (BRA)                                   |
| 2016, Rio részletek    | Teddy Riner · Franciaország (FRA)            | Haraszava Hiszajosi · Japán (JPN)       | Or Sasson · Izrael (ISR)                                        |
| 2020, Tokió részletek  | Lukáš Krpálek · Csehország (CZE)             | Guram Tushishvili · Grúzia (GEO)        | Teddy Riner · Franciaország (FRA)                               |
| 2020, Tokió részletek  | Lukáš Krpálek · Csehország (CZE)             | Guram Tushishvili · Grúzia (GEO)        | Tamerlan Basajev · Az Orosz Olimpiai Bizottság versenyzői (ROC) |

### Nyílt
| Olimpia           | Arany                                | Ezüst                                 | Bronz                                      |
| 1964, Tokió       | Anton Geesink · Hollandia (NED)      | Kaminaga Akio · Japán (JPN)           | Theodore Boronovskis · Ausztrália (AUS)    |
| 1964, Tokió       | Anton Geesink · Hollandia (NED)      | Kaminaga Akio · Japán (JPN)           | Klaus Glahn · Egyesült Német Csapat (EUA)  |
| 1968 Mexikóváros  | Nem szerepelt az olimpiai programban | Nem szerepelt az olimpiai programban  | Nem szerepelt az olimpiai programban       |
| 1972, München     | Wim Ruska · Hollandia (NED)          | Vitalij Kuznyecov · Szovjetunió (URS) | Jean-Claude Brondani · Franciaország (FRA) |
| 1972, München     | Wim Ruska · Hollandia (NED)          | Vitalij Kuznyecov · Szovjetunió (URS) | Angelo Parisi · Nagy-Britannia (GBR)       |
| 1976, Montréal    | Uemura Haruki · Japán (JPN)          | Keith Remfry · Nagy-Britannia (GBR)   | Cho Je-Aki · Dél-Korea (KOR)               |
| 1976, Montréal    | Uemura Haruki · Japán (JPN)          | Keith Remfry · Nagy-Britannia (GBR)   | Sota Csocsisvili · Szovjetunió (URS)       |
| 1980, Moszkva     | Dietmar Lorenz · NDK (GDR)           | Angelo Parisi · Franciaország (FRA)   | Ozsvár András · Magyarország (HUN)         |
| 1980, Moszkva     | Dietmar Lorenz · NDK (GDR)           | Angelo Parisi · Franciaország (FRA)   | Arthur Mapp · Nagy-Britannia (GBR)         |
| 1984, Los Angeles | Jamasita Jaszuhiro · Japán (JPN)     | Mohamed Rasvan · Egyiptom (EGY)       | Arthur Schnabel · NSZK (FRG)               |
| 1984, Los Angeles | Jamasita Jaszuhiro · Japán (JPN)     | Mohamed Rasvan · Egyiptom (EGY)       | Mihai Cioc · Románia (ROU)                 |

### Férfi éremtáblázat
| A nyári olimpiai játékok férfi éremtáblázata cselgáncsban | A nyári olimpiai játékok férfi éremtáblázata cselgáncsban | A nyári olimpiai játékok férfi éremtáblázata cselgáncsban | A nyári olimpiai játékok férfi éremtáblázata cselgáncsban | A nyári olimpiai játékok férfi éremtáblázata cselgáncsban | Olimpia  |
| --------------------------------------------------------- | --------------------------------------------------------- | --------------------------------------------------------- | --------------------------------------------------------- | --------------------------------------------------------- | -------- |
|                                                           | Ország                                                    | Arany                                                     | Ezüst                                                     | Bronz                                                     | Összesen |
| 1.                                                        | Japán (JPN)                                               | 33                                                        | 10                                                        | 14                                                        | 57       |
| 2.                                                        | Dél-Korea (KOR)                                           | 9                                                         | 14                                                        | 13                                                        | 36       |
| 3.                                                        | Franciaország (FRA)                                       | 8                                                         | 5                                                         | 19                                                        | 32       |
| 4.                                                        | Szovjetunió (URS)                                         | 5                                                         | 5                                                         | 13                                                        | 23       |
| 5.                                                        | Oroszország (RUS)                                         | 5                                                         | 3                                                         | 5                                                         | 13       |
| 6.                                                        | Grúzia (GEO)                                              | 4                                                         | 5                                                         | 3                                                         | 12       |
| 7.                                                        | Hollandia (NED)                                           | 4                                                         | 0                                                         | 9                                                         | 13       |
| 8.                                                        | Olaszország (ITA)                                         | 3                                                         | 2                                                         | 2                                                         | 7        |
| 8.                                                        | Lengyelország (POL)                                       | 3                                                         | 2                                                         | 2                                                         | 7        |
| 10.                                                       | Brazília (BRA)                                            | 2                                                         | 3                                                         | 13                                                        | 18       |
| 11.                                                       | Németország (GER)                                         | 2                                                         | 2                                                         | 8                                                         | 12       |
| 12.                                                       | Ausztria (AUT)                                            | 2                                                         | 1                                                         | 2                                                         | 5        |
| 13.                                                       | Egyesített Csapat (EUN)                                   | 2                                                         | 0                                                         | 1                                                         | 3        |
| 14.                                                       | Csehország (CZE)                                          | 2                                                         | 0                                                         | 0                                                         | 2        |
| 15.                                                       | Kuba (CUB)                                                | 1                                                         | 4                                                         | 6                                                         | 11       |
| 16.                                                       | NSZK (FRG)                                                | 1                                                         | 4                                                         | 3                                                         | 8        |
| 17.                                                       | Magyarország (HUN)                                        | 1                                                         | 3                                                         | 5                                                         | 9        |
| 17.                                                       | Mongólia (MGL)                                            | 1                                                         | 3                                                         | 5                                                         | 9        |
| 19.                                                       | NDK (GDR)                                                 | 1                                                         | 2                                                         | 6                                                         | 9        |
| 20.                                                       | Azerbajdzsán (AZE)                                        | 1                                                         | 2                                                         | 1                                                         | 4        |
| 21.                                                       | Svájc (SUI)                                               | 1                                                         | 1                                                         | 2                                                         | 4        |
| 22.                                                       | Belgium (BEL)                                             | 1                                                         | 0                                                         | 4                                                         | 5        |
| 23.                                                       | Fehéroroszország (BLR)                                    | 1                                                         | 0                                                         | 1                                                         | 2        |
| 23.                                                       | Görögország (GRE)                                         | 1                                                         | 0                                                         | 1                                                         | 2        |
| 25.                                                       | Törökország (TUR)                                         | 1                                                         | 0                                                         | 0                                                         | 1        |
|                                                           |                                                           |                                                           |                                                           |                                                           |          |
| 26.                                                       | Nagy-Britannia (GBR)                                      | 0                                                         | 5                                                         | 7                                                         | 12       |
| 27.                                                       | Egyesült Államok (USA)                                    | 0                                                         | 4                                                         | 6                                                         | 10       |
| 28.                                                       | Üzbegisztán (UZB)                                         | 0                                                         | 2                                                         | 5                                                         | 7        |
| 29.                                                       | Kanada (CAN)                                              | 0                                                         | 2                                                         | 3                                                         | 5        |
| 30.                                                       | Kazahsztán (KAZ)                                          | 0                                                         | 2                                                         | 1                                                         | 3        |
| 31.                                                       | Bulgária (BUL)                                            | 0                                                         | 1                                                         | 2                                                         | 3        |
| 31.                                                       | Ukrajna (UKR)                                             | 0                                                         | 1                                                         | 2                                                         | 3        |
| 33.                                                       | Egyesült Német Csapat (EUA)                               | 0                                                         | 1                                                         | 1                                                         | 2        |
| 33.                                                       | Egyiptom (EGY)                                            | 0                                                         | 1                                                         | 1                                                         | 2        |
| 35.                                                       | Algéria (ALG)                                             | 0                                                         | 1                                                         | 0                                                         | 1        |
| 35.                                                       | Spanyolország (ESP)                                       | 0                                                         | 1                                                         | 0                                                         | 1        |
| 35.                                                       | Szlovákia (SVK)                                           | 0                                                         | 1                                                         | 0                                                         | 1        |
| 35.                                                       | Tajvan (TPE)                                              | 0                                                         | 1                                                         | 0                                                         | 1        |
|                                                           |                                                           |                                                           |                                                           |                                                           |          |
| 39.                                                       | Észtország (EST)                                          | 0                                                         | 0                                                         | 3                                                         | 3        |
| 39.                                                       | Izrael (ISR)                                              | 0                                                         | 0                                                         | 3                                                         | 3        |
| 41.                                                       | Észak-Korea (PRK)                                         | 0                                                         | 0                                                         | 2                                                         | 2        |
| 41.                                                       | Jugoszlávia (YUG)                                         | 0                                                         | 0                                                         | 2                                                         | 2        |
| 41.                                                       | Kínai Köztársaság (ROC)                                   | 0                                                         | 0                                                         | 2                                                         | 2        |
| 41.                                                       | Portugália (POR)                                          | 0                                                         | 0                                                         | 2                                                         | 2        |
| 41.                                                       | Románia (ROU)                                             | 0                                                         | 0                                                         | 2                                                         | 2        |
| 46.                                                       | Ausztrália (AUS)                                          | 0                                                         | 0                                                         | 1                                                         | 1        |
| 46.                                                       | Csehszlovákia (TCH)                                       | 0                                                         | 0                                                         | 1                                                         | 1        |
| 46.                                                       | Izland (ISL)                                              | 0                                                         | 0                                                         | 1                                                         | 1        |
| 46.                                                       | Kína (CHN)                                                | 0                                                         | 0                                                         | 1                                                         | 1        |
| 46.                                                       | Kirgizisztán (KGZ)                                        | 0                                                         | 0                                                         | 1                                                         | 1        |
| 46.                                                       | Lettország (LAT)                                          | 0                                                         | 0                                                         | 1                                                         | 1        |
| 46.                                                       | Tádzsikisztán (TJK)                                       | 0                                                         | 0                                                         | 1                                                         | 1        |
| 46.                                                       | Egyesült Arab Emírségek (UAE)                             | 0                                                         | 0                                                         | 1                                                         | 1        |
|                                                           |                                                           |                                                           |                                                           |                                                           |          |
| Összesen                                                  | Összesen                                                  | 95                                                        | 94                                                        | 190                                                       | 379      |

## Nők

### Légsúly
- 48 kg

| Olimpia                | Arany                              | Ezüst                                             | Bronz                                   |
| 1992, Barcelona        | Cécile Nowak · Franciaország (FRA) | Tamura Rjóko · Japán (JPN)                        | Amarilis Savón · Kuba (CUB)             |
| 1992, Barcelona        | Cécile Nowak · Franciaország (FRA) | Tamura Rjóko · Japán (JPN)                        | Hülya Şenyurt · Törökország (TUR)       |
| 1996, Atlanta          | Kje Szunhi · Észak-Korea (PRK)     | Tamura Rjóko · Japán (JPN)                        | Amarilis Savón · Kuba (CUB)             |
| 1996, Atlanta          | Kje Szunhi · Észak-Korea (PRK)     | Tamura Rjóko · Japán (JPN)                        | Yolanda Soler · Spanyolország (ESP)     |
| 2000, Sydney           | Tamura Rjóko · Japán (JPN)         | Ljubov Bruletova · Oroszország (RUS)              | Anna-Maria Gradante · Németország (GER) |
| 2000, Sydney           | Tamura Rjóko · Japán (JPN)         | Ljubov Bruletova · Oroszország (RUS)              | Ann Simons · Belgium (BEL)              |
| 2004, Athén            | Tani Rjóko · Japán (JPN)           | Frédérique Jossinet · Franciaország (FRA)         | Julia Matijass · Németország (GER)      |
| 2004, Athén            | Tani Rjóko · Japán (JPN)           | Frédérique Jossinet · Franciaország (FRA)         | Kao Feng (Gao Feng) · Kína (CHN)        |
| 2008, Peking részletek | Alina Dumitru · Románia (ROU)      | Yanet Bermoy · Kuba (CUB)                         | Paula Pareto · Argentína (ARG)          |
| 2008, Peking részletek | Alina Dumitru · Románia (ROU)      | Yanet Bermoy · Kuba (CUB)                         | Tani Rjóko · Japán (JPN)                |
| 2012, London részletek | Sarah Menezes · Brazília (BRA)     | Alina Dumitru · Románia (ROU)                     | Csernoviczki Éva · Magyarország (HUN)   |
| 2012, London részletek | Sarah Menezes · Brazília (BRA)     | Alina Dumitru · Románia (ROU)                     | Charline Van Snick · Belgium (BEL)      |
| 2016, Rio részletek    | Paula Pareto · Argentína (ARG)     | Csong Bogjong (Jeong Bo-gyeong) · Dél-Korea (KOR) | Kondo Ami · Japán (JPN)                 |
| 2016, Rio részletek    | Paula Pareto · Argentína (ARG)     | Csong Bogjong (Jeong Bo-gyeong) · Dél-Korea (KOR) | Galbadrah Otgonceceg · Kazahsztán (KAZ) |
| 2020, Tokió részletek  | Distria Krasniqi · Koszovó (KOS)   | Tonaki Fúna · Japán (JPN)                         | Darja Bilogyid · Ukrajna (UKR)          |
| 2020, Tokió részletek  | Distria Krasniqi · Koszovó (KOS)   | Tonaki Fúna · Japán (JPN)                         | Mönhbatin Uranceceg · Mongólia (MGL)    |

### Harmatsúly
- 52 kg

| Olimpia                | Arany                                       | Ezüst                                  | Bronz                                  |
| 1992, Barcelona        | Almudena Muñoz · Spanyolország (ESP)        | Mizogucsi Noriko · Japán (JPN)         | Sharon Rendle · Nagy-Britannia (GBR)   |
| 1992, Barcelona        | Almudena Muñoz · Spanyolország (ESP)        | Mizogucsi Noriko · Japán (JPN)         | Li Csong-jün · Kína (CHN)              |
| 1996, Atlanta          | Marie-Claire Restoux · Franciaország (FRA)  | Hjon Szukhi · Dél-Korea (KOR)          | Szugavara Noriko · Japán (JPN)         |
| 1996, Atlanta          | Marie-Claire Restoux · Franciaország (FRA)  | Hjon Szukhi · Dél-Korea (KOR)          | Legna Verdecia · Kuba (CUB)            |
| 2000, Sydney           | Legna Verdecia · Kuba (CUB)                 | Narazaki Noriko · Japán (JPN)          | Liu Jü-hsziang · Kína (CHN)            |
| 2000, Sydney           | Legna Verdecia · Kuba (CUB)                 | Narazaki Noriko · Japán (JPN)          | Kje Szunhi · Észak-Korea (PRK)         |
| 2004, Athén            | Hszien Tung-mej (Xian Dongmei) · Kína (CHN) | Jokoszava Juki · Japán (JPN)           | Amarilis Savón · Kuba (CUB)            |
| 2004, Athén            | Hszien Tung-mej (Xian Dongmei) · Kína (CHN) | Jokoszava Juki · Japán (JPN)           | Ilse Heylen · Belgium (BEL)            |
| 2008, Peking részletek | Hszien Tung-mej (Xian Dongmei) · Kína (CHN) | An Kume · Észak-Korea (PRK)            | Szorája Haddád · Algéria (ALG)         |
| 2008, Peking részletek | Hszien Tung-mej (Xian Dongmei) · Kína (CHN) | An Kume · Észak-Korea (PRK)            | Nakamura Miszato · Japán (JPN)         |
| 2012, London részletek | An Kume · Észak-Korea (PRK)                 | Yanet Bermoy · Kuba (CUB)              | Rosalba Forciniti · Olaszország (ITA)  |
| 2012, London részletek | An Kume · Észak-Korea (PRK)                 | Yanet Bermoy · Kuba (CUB)              | Priscilla Gneto · Franciaország (FRA)  |
| 2016, Rio részletek    | Majlinda Kelmendi · Koszovó (KOS)           | Odette Giuffrida · Olaszország (ITA)   | Nakamura Miszato · Japán (JPN)         |
| 2016, Rio részletek    | Majlinda Kelmendi · Koszovó (KOS)           | Odette Giuffrida · Olaszország (ITA)   | Natalja Kuzjutyina · Oroszország (RUS) |
| 2020, Tokió részletek  | Abe Uta · Japán (JPN)                       | Amandine Buchard · Franciaország (FRA) | Odette Giuffrida · Olaszország (ITA)   |
| 2020, Tokió részletek  | Abe Uta · Japán (JPN)                       | Amandine Buchard · Franciaország (FRA) | Chelsie Giles · Nagy-Britannia (GBR)   |

### Könnyűsúly
- 56 kg (1992–1996)
- 57 kg (2000–)

| Olimpia                | Arany                                  | Ezüst                                      | Bronz                                  |
| 1992, Barcelona        | Miriam Blasco · Spanyolország (ESP)    | Nicola Fairbrother · Nagy-Britannia (GBR)  | Tateno Csijori · Japán (JPN)           |
| 1992, Barcelona        | Miriam Blasco · Spanyolország (ESP)    | Nicola Fairbrother · Nagy-Britannia (GBR)  | Driulis González · Kuba (CUB)          |
| 1996, Atlanta          | Driulis González · Kuba (CUB)          | Csong Szonjong · Dél-Korea (KOR)           | Isabel Fernández · Spanyolország (ESP) |
| 1996, Atlanta          | Driulis González · Kuba (CUB)          | Csong Szonjong · Dél-Korea (KOR)           | Marisabel Lomba · Belgium (BEL)        |
| 2000, Sydney           | Isabel Fernández · Spanyolország (ESP) | Driulis González · Kuba (CUB)              | Kuszakabe Kie · Japán (JPN)            |
| 2000, Sydney           | Isabel Fernández · Spanyolország (ESP) | Driulis González · Kuba (CUB)              | Pekli Mária · Ausztrália (AUS)         |
| 2004, Athén            | Yvonne Bönisch · Németország (GER)     | Kje Szunhi · Észak-Korea (PRK)             | Deborah Gravenstijn · Hollandia (NED)  |
| 2004, Athén            | Yvonne Bönisch · Németország (GER)     | Kje Szunhi · Észak-Korea (PRK)             | Yurisleidy Lupetey · Kuba (CUB)        |
| 2008, Peking részletek | Giulia Quintavalle · Olaszország (ITA) | Deborah Gravenstijn · Hollandia (NED)      | Ketleyn Quadros · Brazília (BRA)       |
| 2008, Peking részletek | Giulia Quintavalle · Olaszország (ITA) | Deborah Gravenstijn · Hollandia (NED)      | Hszü Jen (Xu Yan) · Kína (CHN)         |
| 2012, London részletek | Macumoto Kaori · Japán (JPN)           | Corina Căprioriu · Románia (ROU)           | Marti Malloy · Egyesült Államok (USA)  |
| 2012, London részletek | Macumoto Kaori · Japán (JPN)           | Corina Căprioriu · Románia (ROU)           | Automne Pavia · Franciaország (FRA)    |
| 2016, Rio részletek    | Rafaela Silva · Brazília (BRA)         | Dordzsszürengín Szumija · Mongólia (MGL)   | Telma Monteiro · Portugália (POR)      |
| 2016, Rio részletek    | Rafaela Silva · Brazília (BRA)         | Dordzsszürengín Szumija · Mongólia (MGL)   | Macumoto Kaori · Japán (JPN)           |
| 2020, Tokió részletek  | Nora Gjakova · Koszovó (KOS)           | Sarah-Léonie Cysique · Franciaország (FRA) | Jessica Klimkait · Kanada (CAN)        |
| 2020, Tokió részletek  | Nora Gjakova · Koszovó (KOS)           | Sarah-Léonie Cysique · Franciaország (FRA) | Josida Cukasza · Japán (JPN)           |

### Váltósúly
- 61 kg (1992–1996)
- 63 kg (2000–)

| Olimpia                | Arany                                      | Ezüst                                     | Bronz                                      |
| 1992, Barcelona        | Cathérine Fleury · Franciaország (FRA)     | Yael Arad · Izrael (ISR)                  | Csang Tö · Kína (CHN)                      |
| 1992, Barcelona        | Cathérine Fleury · Franciaország (FRA)     | Yael Arad · Izrael (ISR)                  | Jelena Petrova · Egyesített Csapat (EUN)   |
| 1996, Atlanta          | Emoto Júko · Japán (JPN)                   | Gella Vandecaveye · Belgium (BEL)         | Jenny Gal · Hollandia (NED)                |
| 1996, Atlanta          | Emoto Júko · Japán (JPN)                   | Gella Vandecaveye · Belgium (BEL)         | Csong Szongszuk · Dél-Korea (KOR)          |
| 2000, Sydney           | Séverine Vandenhende · Franciaország (FRA) | Li Szu-fang · Kína (CHN)                  | Csong Szongszuk · Dél-Korea (KOR)          |
| 2000, Sydney           | Séverine Vandenhende · Franciaország (FRA) | Li Szu-fang · Kína (CHN)                  | Gella Vandecaveye · Belgium (BEL)          |
| 2004, Athén            | Tanimoto Ajumi · Japán (JPN)               | Claudia Heill · Ausztria (AUT)            | Urška Žolnir · Szlovénia (SLO)             |
| 2004, Athén            | Tanimoto Ajumi · Japán (JPN)               | Claudia Heill · Ausztria (AUT)            | Driulis González · Kuba (CUB)              |
| 2008, Peking részletek | Tanimoto Ajumi · Japán (JPN)               | Lucie Décosse · Franciaország (FRA)       | Elisabeth Willeboordse · Hollandia (NED)   |
| 2008, Peking részletek | Tanimoto Ajumi · Japán (JPN)               | Lucie Décosse · Franciaország (FRA)       | Von Ogim · Észak-Korea (PRK)               |
| 2012, London részletek | Urška Žolnir · Szlovénia (SLO)             | Hszu Li-li · Kína (CHN)                   | Ueno Josije · Japán (JPN)                  |
| 2012, London részletek | Urška Žolnir · Szlovénia (SLO)             | Hszu Li-li · Kína (CHN)                   | Gévrise Émane · Franciaország (FRA)        |
| 2016, Rio részletek    | Tina Trstenjak · Szlovénia (SLO)           | Clarisse Agbegnenou · Franciaország (FRA) | Yarden Gerbi · Izrael (ISR)                |
| 2016, Rio részletek    | Tina Trstenjak · Szlovénia (SLO)           | Clarisse Agbegnenou · Franciaország (FRA) | Anicka van Emden · Hollandia (NED)         |
| 2020, Tokió részletek  | Clarisse Agbegnenou · Franciaország (FRA)  | Tina Trstenjak · Szlovénia (SLO)          | Maria Centracchio · Olaszország (ITA)      |
| 2020, Tokió részletek  | Clarisse Agbegnenou · Franciaország (FRA)  | Tina Trstenjak · Szlovénia (SLO)          | Catherine Beauchemin-Pinard · Kanada (CAN) |

### Középsúly
- 66 kg (1992–1996)
- 70 kg (2000–)

| Olimpia                | Arany                               | Ezüst                                    | Bronz                                                            |
| 1992, Barcelona        | Odalis Revé · Kuba (CUB)            | Emanuela Pierantozzi · Olaszország (ITA) | Kate Howey · Nagy-Britannia (GBR)                                |
| 1992, Barcelona        | Odalis Revé · Kuba (CUB)            | Emanuela Pierantozzi · Olaszország (ITA) | Heidi Rakels · Belgium (BEL)                                     |
| 1996, Atlanta          | Cso Minszon · Dél-Korea (KOR)       | Aneta Szczepańska · Lengyelország (POL)  | Vang Hszian-po · Kína (CHN)                                      |
| 1996, Atlanta          | Cso Minszon · Dél-Korea (KOR)       | Aneta Szczepańska · Lengyelország (POL)  | Claudia Zwiers · Hollandia (NED)                                 |
| 2000, Sydney           | Sibelis Veranes · Kuba (CUB)        | Kate Howey · Nagy-Britannia (GBR)        | Cso Minszon · Dél-Korea (KOR)                                    |
| 2000, Sydney           | Sibelis Veranes · Kuba (CUB)        | Kate Howey · Nagy-Britannia (GBR)        | Ylenia Scapin · Olaszország (ITA)                                |
| 2004, Athén            | Ueno Maszae · Japán (JPN)           | Edith Bosch · Hollandia (NED)            | Csin Tung-ja (Qin Dongya) · Kína (CHN)                           |
| 2004, Athén            | Ueno Maszae · Japán (JPN)           | Edith Bosch · Hollandia (NED)            | Annett Böhm · Németország (GER)                                  |
| 2008, Peking részletek | Ueno Maszae · Japán (JPN)           | Anaysi Hernández · Kuba (CUB)            | Ronda Rousey · Egyesült Államok (USA)                            |
| 2008, Peking részletek | Ueno Maszae · Japán (JPN)           | Anaysi Hernández · Kuba (CUB)            | Edith Bosch · Hollandia (NED)                                    |
| 2012, London részletek | Lucie Décosse · Franciaország (FRA) | Kerstin Thiele · Németország (GER)       | Yuri Alvear · Kolumbia (COL)                                     |
| 2012, London részletek | Lucie Décosse · Franciaország (FRA) | Kerstin Thiele · Németország (GER)       | Edith Bosch · Hollandia (NED)                                    |
| 2016, Rio részletek    | Tacsimoto Haruka · Japán (JPN)      | Yuri Alvear · Kolumbia (COL)             | Sally Conway · Nagy-Britannia (GBR)                              |
| 2016, Rio részletek    | Tacsimoto Haruka · Japán (JPN)      | Yuri Alvear · Kolumbia (COL)             | Laura Vargas Koch · Németország (GER)                            |
| 2020, Tokió részletek  | Arai Csizuru · Japán (JPN)          | Michaela Polleres · Ausztria (AUT)       | Magyina Tajmazova · Az Orosz Olimpiai Bizottság versenyzői (ROC) |
| 2020, Tokió részletek  | Arai Csizuru · Japán (JPN)          | Michaela Polleres · Ausztria (AUT)       | Sanne van Dijke · Hollandia (NED)                                |

### Félnehézsúly
- 72 kg (1992–1996)
- 78 kg (2000–)

| Olimpia                | Arany                                   | Ezüst                                   | Bronz                                    |
| 1992, Barcelona        | Kim Midzsong · Dél-Korea (KOR)          | Tanabe Jóko · Japán (JPN)               | Laetitia Meignan · Franciaország (FRA)   |
| 1992, Barcelona        | Kim Midzsong · Dél-Korea (KOR)          | Tanabe Jóko · Japán (JPN)               | Irene de Kok · Hollandia (NED)           |
| 1996, Atlanta          | Ulla Werbrouck · Belgium (BEL)          | Tanabe Jóko · Japán (JPN)               | Diadenis Luna · Kuba (CUB)               |
| 1996, Atlanta          | Ulla Werbrouck · Belgium (BEL)          | Tanabe Jóko · Japán (JPN)               | Ylenia Scapin · Olaszország (ITA)        |
| 2000, Sydney           | Tang Lin · Kína (CHN)                   | Céline Lebrun · Franciaország (FRA)     | Emanuela Pierantozzi · Olaszország (ITA) |
| 2000, Sydney           | Tang Lin · Kína (CHN)                   | Céline Lebrun · Franciaország (FRA)     | Simona Richter · Románia (ROU)           |
| 2004, Athén            | Anno Noriko · Japán (JPN)               | Liu Hszia (Liu Xia) · Kína (CHN)        | Lucia Morico · Olaszország (ITA)         |
| 2004, Athén            | Anno Noriko · Japán (JPN)               | Liu Hszia (Liu Xia) · Kína (CHN)        | Yurisel Laborde · Kuba (CUB)             |
| 2008, Peking részletek | Jang Hsziu-li (Yang Xiuli) · Kína (CHN) | Yalennis Castillo · Kuba (CUB)          | Csong Gjongmi · Dél-Korea (KOR)          |
| 2008, Peking részletek | Jang Hsziu-li (Yang Xiuli) · Kína (CHN) | Yalennis Castillo · Kuba (CUB)          | Stéphanie Possamaï · Franciaország (FRA) |
| 2012, London részletek | Kayla Harrison · Egyesült Államok (USA) | Gemma Gibbons · Nagy-Britannia (GBR)    | Audrey Tcheuméo · Franciaország (FRA)    |
| 2012, London részletek | Kayla Harrison · Egyesült Államok (USA) | Gemma Gibbons · Nagy-Britannia (GBR)    | Mayra Aguiar · Brazília (BRA)            |
| 2016, Rio részletek    | Kayla Harrison · Egyesült Államok (USA) | Audrey Tcheuméo · Franciaország (FRA)   | Mayra Aguiar · Brazília (BRA)            |
| 2016, Rio részletek    | Kayla Harrison · Egyesült Államok (USA) | Audrey Tcheuméo · Franciaország (FRA)   | Anamari Velenšek · Szlovénia (SLO)       |
| 2020, Tokió részletek  | Hamada Sóri · Japán (JPN)               | Madeleine Malonga · Franciaország (FRA) | Anna-Maria Wagner · Németország (GER)    |
| 2020, Tokió részletek  | Hamada Sóri · Japán (JPN)               | Madeleine Malonga · Franciaország (FRA) | Mayra Aguiar · Brazília (BRA)            |

### Nehézsúly
- 72 kg (1992–1996)
- 78 kg (2000-)

| Olimpia                | Arany                               | Ezüst                         | Bronz                                  |
| 1992, Barcelona        | Csuang Hsziao-jan · Kína (CHN)      | Estela Rodríguez · Kuba (CUB) | Szakaue Jóko · Japán (JPN)             |
| 1992, Barcelona        | Csuang Hsziao-jan · Kína (CHN)      | Estela Rodríguez · Kuba (CUB) | Natalia Lupino · Franciaország (FRA)   |
| 1996, Atlanta          | Szun Fu-ming · Kína (CHN)           | Estela Rodríguez · Kuba (CUB) | Christine Cicot · Franciaország (FRA)  |
| 1996, Atlanta          | Szun Fu-ming · Kína (CHN)           | Estela Rodríguez · Kuba (CUB) | Johanna Hagn · Németország (GER)       |
| 2000, Sydney           | Juan Hua · Kína (CHN)               | Daima Beltrán · Kuba (CUB)    | Kim Szonjong · Dél-Korea (KOR)         |
| 2000, Sydney           | Juan Hua · Kína (CHN)               | Daima Beltrán · Kuba (CUB)    | Jamasita Majumi · Japán (JPN)          |
| 2004, Athén            | Cukada Maki · Japán (JPN)           | Daima Beltrán · Kuba (CUB)    | Tea Donguzasvili · Oroszország (RUS)   |
| 2004, Athén            | Cukada Maki · Japán (JPN)           | Daima Beltrán · Kuba (CUB)    | Szun Fu-ming (Sun Fuming) · Kína (CHN) |
| 2008, Peking részletek | Tung Ven (Tong Wen) · Kína (CHN)    | Cukada Maki · Japán (JPN)     | Lucija Polavder · Szlovénia (SLO)      |
| 2008, Peking részletek | Tung Ven (Tong Wen) · Kína (CHN)    | Cukada Maki · Japán (JPN)     | Idalys Ortíz · Kuba (CUB)              |
| 2012, London részletek | Idalys Ortíz · Kuba (CUB)           | Szugimoto Mika · Japán (JPN)  | Karina Bryant · Nagy-Britannia (GBR)   |
| 2012, London részletek | Idalys Ortíz · Kuba (CUB)           | Szugimoto Mika · Japán (JPN)  | Tung Ven (Tong Wen) · Kína (CHN)       |
| 2016, Rio részletek    | Émilie Andéol · Franciaország (FRA) | Idalys Ortíz · Kuba (CUB)     | Jamabe Kanae · Japán (JPN)             |
| 2016, Rio részletek    | Émilie Andéol · Franciaország (FRA) | Idalys Ortíz · Kuba (CUB)     | Jü Szung (Yu Song) · Kína (CHN)        |
| 2020, Tokió részletek  | Szone Akira · Japán (JPN)           | Idalys Ortíz · Kuba (CUB)     | Iryna Kindzerska · Azerbajdzsán (AZE)  |
| 2020, Tokió részletek  | Szone Akira · Japán (JPN)           | Idalys Ortíz · Kuba (CUB)     | Romane Dicko · Franciaország (FRA)     |

### Női éremtáblázat
| A nyári olimpiai játékok női éremtáblázata cselgáncsban | A nyári olimpiai játékok női éremtáblázata cselgáncsban | A nyári olimpiai játékok női éremtáblázata cselgáncsban | A nyári olimpiai játékok női éremtáblázata cselgáncsban | A nyári olimpiai játékok női éremtáblázata cselgáncsban | Olimpia  |
| ------------------------------------------------------- | ------------------------------------------------------- | ------------------------------------------------------- | ------------------------------------------------------- | ------------------------------------------------------- | -------- |
|                                                         | Ország                                                  | Arany                                                   | Ezüst                                                   | Bronz                                                   | Összesen |
| 1.                                                      | Japán (JPN)                                             | 15                                                      | 10                                                      | 13                                                      | 38       |
| 2.                                                      | Kína (CHN)                                              | 8                                                       | 3                                                       | 10                                                      | 21       |
| 3.                                                      | Franciaország (FRA)                                     | 7                                                       | 8                                                       | 9                                                       | 24       |
| 4.                                                      | Kuba (CUB)                                              | 5                                                       | 11                                                      | 10                                                      | 26       |
| 5.                                                      | Spanyolország (ESP)                                     | 3                                                       | 0                                                       | 2                                                       | 5        |
| 6.                                                      | Koszovó (KOS)                                           | 3                                                       | 0                                                       | 0                                                       | 3        |
| 7.                                                      | Dél-Korea (KOR)                                         | 2                                                       | 3                                                       | 5                                                       | 10       |
| 8.                                                      | Észak-Korea (PRK)                                       | 2                                                       | 2                                                       | 2                                                       | 6        |
| 9.                                                      | Szlovénia (SLO)                                         | 2                                                       | 1                                                       | 3                                                       | 6        |
| 10.                                                     | Brazília (BRA)                                          | 2                                                       | 0                                                       | 4                                                       | 6        |
| 11.                                                     | Egyesült Államok (USA)                                  | 2                                                       | 0                                                       | 2                                                       | 4        |
| 12.                                                     | Olaszország (ITA)                                       | 1                                                       | 2                                                       | 7                                                       | 10       |
| 13.                                                     | Románia (ROU)                                           | 1                                                       | 2                                                       | 1                                                       | 4        |
| 14.                                                     | Belgium (BEL)                                           | 1                                                       | 1                                                       | 6                                                       | 8        |
| 14.                                                     | Németország (GER)                                       | 1                                                       | 1                                                       | 6                                                       | 8        |
| 16.                                                     | Argentína (ARG)                                         | 1                                                       | 0                                                       | 1                                                       | 2        |
|                                                         |                                                         |                                                         |                                                         |                                                         |          |
| 17.                                                     | Nagy-Britannia (GBR)                                    | 0                                                       | 3                                                       | 5                                                       | 8        |
| 18.                                                     | Hollandia (NED)                                         | 0                                                       | 2                                                       | 9                                                       | 11       |
| 19.                                                     | Ausztria (AUT)                                          | 0                                                       | 2                                                       | 0                                                       | 2        |
| 20.                                                     | Oroszország (RUS)                                       | 0                                                       | 1                                                       | 2                                                       | 3        |
| 21.                                                     | Izrael (ISR)                                            | 0                                                       | 1                                                       | 1                                                       | 2        |
| 21.                                                     | Kolumbia (COL)                                          | 0                                                       | 1                                                       | 1                                                       | 2        |
| 21.                                                     | Mongólia (MGL)                                          | 0                                                       | 1                                                       | 1                                                       | 2        |
| 24.                                                     | Lengyelország (POL)                                     | 0                                                       | 1                                                       | 0                                                       | 1        |
|                                                         |                                                         |                                                         |                                                         |                                                         |          |
| 25.                                                     | Kanada (CAN)                                            | 0                                                       | 0                                                       | 2                                                       | 2        |
| 26.                                                     | Algéria (ALG)                                           | 0                                                       | 0                                                       | 1                                                       | 1        |
| 26.                                                     | Ausztrália (AUS)                                        | 0                                                       | 0                                                       | 1                                                       | 1        |
| 26.                                                     | Azerbajdzsán (AZE)                                      | 0                                                       | 0                                                       | 1                                                       | 1        |
| 26.                                                     | Egyesített Csapat (EUN)                                 | 0                                                       | 0                                                       | 1                                                       | 1        |
| 26.                                                     | Kazahsztán (KAZ)                                        | 0                                                       | 0                                                       | 1                                                       | 1        |
| 26.                                                     | Magyarország (HUN)                                      | 0                                                       | 0                                                       | 1                                                       | 1        |
| 26.                                                     | Az Orosz Olimpiai Bizottság versenyzői (ROC)            | 0                                                       | 0                                                       | 1                                                       | 1        |
| 26.                                                     | Portugália (POR)                                        | 0                                                       | 0                                                       | 1                                                       | 1        |
| 26.                                                     | Törökország (TUR)                                       | 0                                                       | 0                                                       | 1                                                       | 1        |
| 26.                                                     | Ukrajna (UKR)                                           | 0                                                       | 0                                                       | 1                                                       | 1        |
|                                                         |                                                         |                                                         |                                                         |                                                         |          |
| Összesen                                                | Összesen                                                | 56                                                      | 56                                                      | 112                                                     | 224      |

## Vegyes csapat
| Olimpia               | Arany | Ezüst | Bronz |
| 2020, Tokió részletek | Franciaország (FRA) · Clarisse Agbegnenou · Amandine Buchard · Guillaume Chaine · Axel Clerget · Sarah-Léonie Cysique · Romane Dicko · Alexandre Iddir · Kilian Le Blouch · Madeleine Malonga · Margaux Pinot · Teddy Riner | Japán (JPN) · Abe Uta · Arai Csizuru · Aaron Wolf · Mukai Sóicsiró · Óno Sóhei · Szone Akira · Josida Cukasza | Németország (GER) · Johannes Frey · Karl-Richard Frey · Jasmin Grabowski · Dominic Ressel · Giovanna Scoccimarro · Sebastian Seidl · Theresa Stoll · Martyna Trajdos · Eduard Trippel · Anna-Maria Wagner · Igor Wandtke |
| 2020, Tokió részletek | Franciaország (FRA) · Clarisse Agbegnenou · Amandine Buchard · Guillaume Chaine · Axel Clerget · Sarah-Léonie Cysique · Romane Dicko · Alexandre Iddir · Kilian Le Blouch · Madeleine Malonga · Margaux Pinot · Teddy Riner | Japán (JPN) · Abe Uta · Arai Csizuru · Aaron Wolf · Mukai Sóicsiró · Óno Sóhei · Szone Akira · Josida Cukasza | Izrael (ISR) · Tohar Butbul · Raz Hershko · Li Kochman · Inbar Lanir · Sagi Muki · Timna Nelson-Levy · Peter Paltchik · Shira Rishony · Or Sasson · Gili Sharir · Baruch Shmailov                                        |